# Animomyia nuda
Animomyia nuda là một loài bướm đêm trong họ Geometridae.